# Christian Samuel Weiss
Christian Samuel Weiss (Leipzig, 26 de fevereiro de 1780 — 1 de outubro de 1856) foi um mineralogista alemão.
Após a graduação, ele trabalhou como instrutor de física em Leipzig de 1803 a 1808. Nesse ínterim, realizou estudos geológicos de formações montanhosas no Tirol , Suíça e França (1806–1808). Em 1810 tornou-se professor de mineralogia na Universidade de Berlim, onde em 1818/19 e 1832/33 atuou como reitor universitário. Ele morreu perto de Eger, na Boêmia.
Weiss é creditado por criar parâmetros da cristalografia moderna e foi fundamental para torná-la um ramo da ciência matemática. Ele enfatizou a importância da direção nos cristais, considerando os eixos cristalográficos uma possível base para a classificação dos cristais. Ele é creditado por introduzir o esquema de categorização dos sistemas cristalinos e tem uma lei básica da cristalografia em sua homenagem chamada de "lei da zona de Weiss".